# Capelle-Fermont
Capelle-Fermont é uma comuna francesa na região administrativa de Altos da França, no departamento de Pas-de-Calais. Estende-se por uma área de 2,96 km². Em 2010 a comuna tinha 224 habitantes (densidade: 75,7 hab./km²).